# The Butcher and the Butterfly
The Butcher and the Butterfly è il terzo album in studio del gruppo musicale britannico Queenadreena, pubblicato nel 2005.

## Tracce
1. Suck – 3:19
2. Medicine Jar – 3:48
3. Ascending Stars – 4:21
4. Join the Dots – 4:22
5. Pull Me Under – 4:23
6. Racing Towards The Sun – 2:43
7. Wolverines – 4:26
8. Birdnest Hair – 3:55
9. Princess Carwash – 3:58
10. In Red – 3:20
11. FM Doll – 3:19
12. Blackspring Rising – 3:38
13. Childproof – 3:37
14. Princess Carwash (Slight Reply) – 4:09
15. Cold Light of Day – 3:04
16. Butcher and the Butterfly – 3:51

## Formazione
- KatieJane Garside – voce
- Crispin Gray – chitarra
- Orson Wajih – basso
- Pete Howard – batteria